# متعة الطبخ (كتاب)
متعة الطبخ أو متعة الطهي (بالإنجليزية: the joy of cooking) هو أحد أكثر كتب الطهي نشرًا في الولايات المتحدة. حيث بدأت طباعته بشكل مستمر منذ عام 1936، وبِيع منه أكثر من 20 مليون نسخة. نُشر لأول مرة بشكل خاص عام 1931 بواسطة إيرما رومباور (1877-1962)، وهي ربة منزل من سانت لويس بولاية ميزوري ، وذلك بعد انتحار زوجها في العام السابق. قامت رومباور بطباعة 3000 نسخة من الكتاب بواسطة شركة أي.سي.كلايتون، التي كانت متخصصة في طباعة الملصقات لشركات الأحذية الفاخرة في سانت لويس وغسول الفم ليسترين، لكنها لم تطبع كتباً من قبل.
بدءًا من عام 1936، تولت دار النشر بوبس ميريل طباعة الكتاب تجاريًا. ومع وجود تسع طبعات، يُعتبر متعة الطبخ أكثر كتب الطهي شعبية في الولايات المتحدة.

## خلفية عن المؤلف
وُلدت إيرما ستاركلوف رومباور عام 1877 لأبوين مهاجرين من ألمانيا، ونشأت في سانت لويس، ميزوري. تزوجت من المحامي إدغار رومباور عام 1899، لكنه انتحر عام 1930 بعد معاناة من نوبة اكتئاب حادة، تاركًا إيرما أرملة في الثانية والخمسين من عمرها، ومعها 6000 دولار من المدخرات.[بحاجة لمصدر]
شجّعها ابناها، ماريون رومباور بيكر وإبنها إدغار رودريك رومباور، على جمع وصفاتها وأفكارها حول الطهي لمساعدتها في التغلب على فقدان زوجها. قضت رومباور معظم صيف عام 1930 في ميشيغان تعمل على المسودات الأولى، والتي أصبحت لاحقًا كتاب متعة الطبخ.
بمساعدة سكرتيرة زوجها الراحل مايزي وايت، بدأت رومباور في كتابة الوصفات وتحريرها وإضافة تعليقاتها، بينما كانت تبحث عن المزيد من الوصفات في سانت لويس. خلال خريف عام 1930، ذهبت إلى شركة أي.سي.كلايتون للطباعة، التي كانت تعمل مع مصنّعي الأحذية في سانت لويس، ودَفعت لهم 3000 دولار لطباعة 3000 نسخة من كتابها "متعة الطبخ: تجميع للوصفات الموثوقة مع دردشة طهو غير رسمية" في نوفمبر 1931.

## الطبعات

### الطبعة الأولى (1931)
في عام 1931، نشرت إيرما رومباور كتابها تحت اسم متعة الطبخ: تجميع للوصفات الموثوقة مع دردشة طهو غير رسمية بنفسها، متضمّنًا أكثر من 500 وصفة مجرّبة وتعليقات مرتبطة بها.
تولّت ابنتها ماريون رومباور بيكر، التي كانت تدير قسم الفنون في مدرسة جون بوروز، مهمة تصميم الرسومات. خلال عطلات نهاية الأسبوع في شتاء 1930-1931، قامت ماريون بتصميم الغلاف، والذي صوّر القديسة مارثا من بيت عنيا، شفيعة الطهاة، وهي تقتل تنينًا. كما قامت بإعداد قصاصات ظلية لتزيين عناوين الفصول.
بحلول عام 1932، بيعت معظم النسخ الـ 3000 التي طبعتها شركة إيه سي كلايتون، وبدأت رومباور البحث عن ناشر جديد.[بحاجة لمصدر]

### الطبعة الثانية (1936)
بعد بحثها عن ناشر جديد وتعرضها للرفض عدة مرات، نشرت شركة بوبس ميريل طبعة ثانية موسّعة من 640 صفحة في 1 مايو 1936. كانت الشركة تفتقر إلى الخبرة في نشر كتب الطهي، بينما كانت إيرما رومباور أيضًا عديمة الخبرة في التعامل مع الناشرين، فاضطرت إلى إجراء المفاوضات بنفسها دون وكيل أدبي أو محامٍ. نتج عن ذلك عقد منحت فيه الشركة حقوق الطبع ليس فقط للطبعة الجديدة لعام 1936، ولكن أيضًا للطبعة الأصلية لعام 1931، مما أدى إلى سنوات من النزاع بين المؤلفة والناشر.:151-153

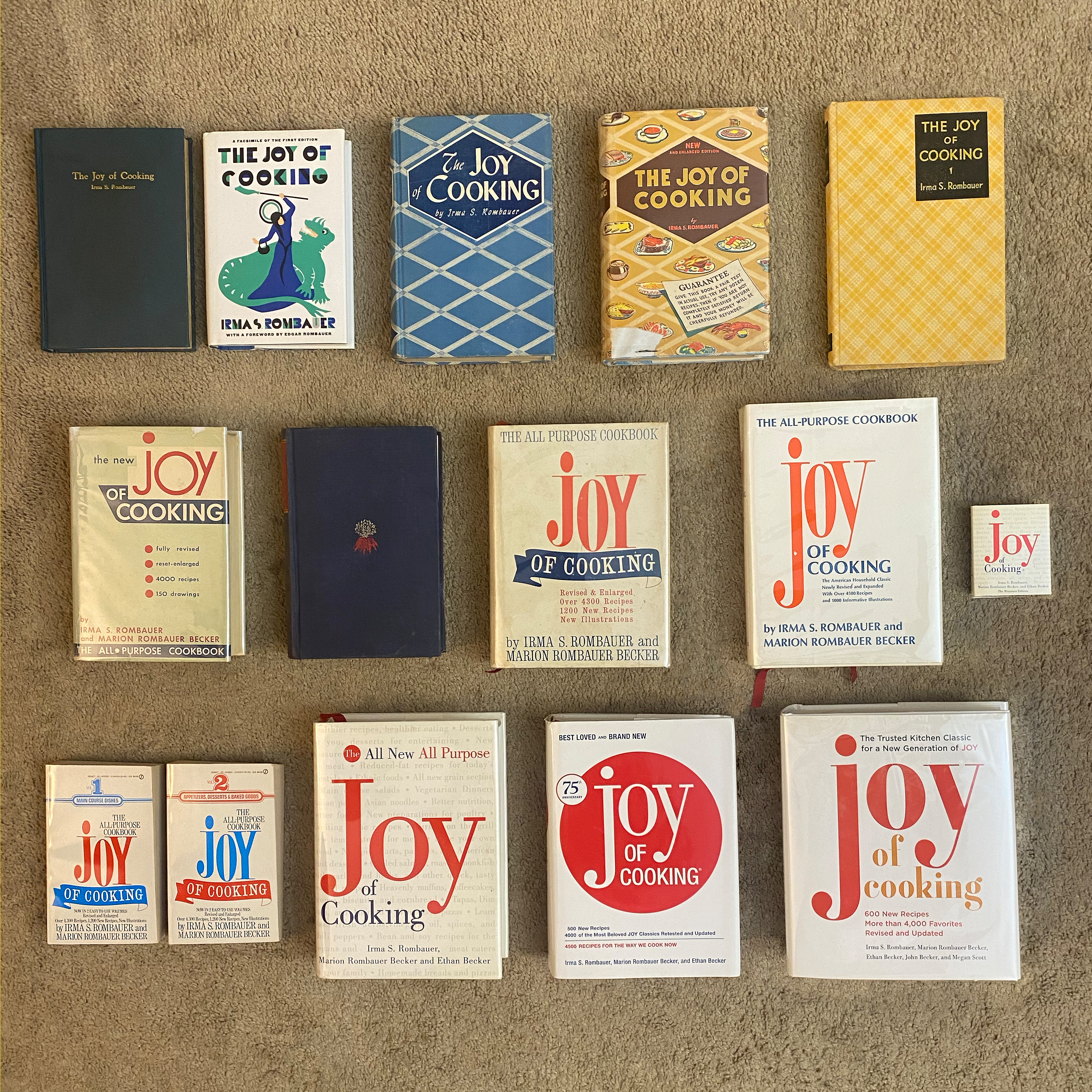
طبعات الكتاب، من الطبعة الأولى في عام 1931 (أعلى اليسار) إلى أحدث طبعة ، نشرت في عام 2019

تميّزت طبعة 1936 عن كتب الطهي التجارية الأخرى في تلك الفترة بالحفاظ على أسلوب المؤلفة العفوي وتعليقاتها الشخصية، بالإضافة إلى طريقة عرض الوصفات. :153-154 فبدلًا من سرد المكونات في بداية الوصفة متبوعةً بطريقة التحضير، تم تقديم الوصفات بأسلوب سردي، حيث تم إدراج المكونات أثناء الحاجة إليها، وتم تمييزها بخط غامق على سطر جديد ذي مسافة بادئة، مما حافظ على أسلوب المحادثة التلقائي طوال الوصفة. عُرفت هذه الطريقة لاحقًا باسم "طريقة التنفيذ".
ساعدت هذه الابتكارات، إلى جانب حملة تسويق قوية من بوبس ميريل، في تحقيق مبيعات جيدة.:159-161 دخل متعة الطبخ قائمة الكتب الأكثر مبيعًا في سانت لويس، كما رُوّج له في نيويورك تايمز على أنه "كتاب الطهي المنزلي الشهير".
بحلول نهاية عام 1942، طُبعت الطبعة الثانية ست مرات، وبلغ عدد النُسخ المباعة 52,151 نسخة.

### الطبعة الثالثة (1943/1946)
في عام 1939، نشرت إيرما رومباور كتاب الطهي المبسّط، وهو مجموعة من الوصفات التي يمكن تحضيرها في أقل من 30 دقيقة، مع التركيز على استخدام الأطعمة المعلبة والمجمدة. لكن هذا الكتاب لم يحقق نجاحًا تجاريًا كبيرًا، :166-169 رغم أن العديد من وصفاته أُدمجت لاحقًا في طبعة جديدة من متعة الطبخ نُشرت عام 1943.
تضمنت طبعة 1943 أيضًا مواد تساعد القُراء على التعامل مع قيود التقنين في زمن الحرب، مثل اقتراح بدائل للزبدة في بعض الوصفات. حققت هذه الطبعة نجاحًا هائلًا، حيث بيع منها 617,782 نسخة بين عامي 1943 و1946، متجاوزة مبيعات المنافس الرئيسي، كتاب الطهي لمدرسة بوسطن للطهي لفاني فارمر.:172
في عام 1946، أُصدرت مراجعة طفيفة لطبعة 1943. وعلى الرغم من أنها كانت متطابقة تقريبًا مع النسخة السابقة، إلا أن هذه الطبعة الجديدة حذفت المحتوى المتعلق بالتقنين في زمن الحرب وأضافت المزيد من الوصفات من كتاب الطهي المبسّط.

### الطبعة الرابعة (1951)
بحلول عام 1946، كانت إيرما رومباور قد بلغت من العمر 69 عامًا، وبدأت صحتها في التدهور. :194-195 كانت قلقة بشأن مستقبل متعة الطبخ، خاصة أن دار النشر "بوبس ميريل"، التي كانت تملك حقوق النشر، قد تختار مؤلفًا آخر لإصدار الطبعات المستقبلية بمجرد أن تصبح غير قادرة على الاستمرار. لضمان بقاء الكتاب مشروعًا عائليًا، تفاوضت مع الناشر لإضافة بند في عقدها يضمن أن تكون ابنتها، ماريون رومباور بيكر، الوريثة الوحيدة لحق تعديل الطبعات المستقبلية. :201
كانت العلاقة بين رومباور ودار النشر متوترة دائمًا، لكنها ازدادت سوءًا في أواخر الأربعينيات. خلال هذه الفترة، بدأت ماريون بيكر في تولي المزيد من المسؤوليات، بدءًا من تصميم الكتاب وصولًا إلى الإشراف على محتواه. ولأسباب قانونية جزئيًا، نُشرت طبعة 1951 مع إدراج اسم ماريون بيكر كمؤلفة مشاركة، وحصلت على 40% من العائدات.:الفصل 8
أرادت دار النشر إضافة صور فوتوغرافية إلى الكتاب، لكن المؤلفتين رفضتا بشدة، وبدلًا من ذلك استعانتا برسومات خطية بسيطة وعملية رسمتها جيني هوفمان، صديقة ماريون بيكر.:262-270
كانت ماريون مدافعة قوية عن الغذاء الصحي، لذا ركزت طبعة 1951 بشكل أكبر على الحبوب الكاملة والخضروات الطازجة، كما أُزيلت العديد من الوصفات المعتمدة على الأطعمة المعلبة من كتاب الطهي المبسّط . كانت هذه الطبعة أيضًا الأولى التي قدمت الخلاط الكهربائي وأجهزة المطبخ الحديثة الأخرى في وصفاتها، وارتفع عدد الوصفات إلى أكثر من 4,000 وصفة.[بحاجة لمصدر]
بسبب النزاعات القانونية الطويلة، حررت النسخة النهائية من طبعة سنة 1951 على عجل. لذلك، أعيد طباعتها عام 1952 مع تصحيح بعض الأخطاء، ثم أعيد طبعها مرة أخرى عام 1953 مع فهرس منقح.

### الطبعة الخامسة (1962/1964)

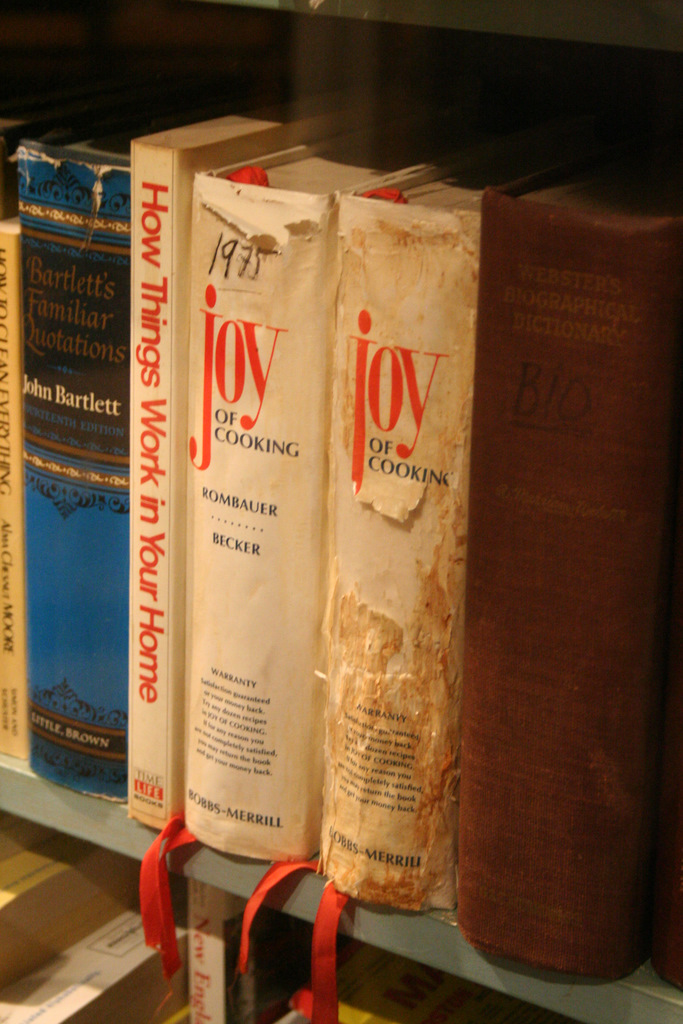
نسخ قديمة من الكتاب من مكتبة جوليا تشايلد معروضة في المتحف القومي للتاريخ الأمريكي

في عام 1962، وهو العام الذي توفيت فيه إيرما رومباور، نشرت نسخة منقحة من كتاب متعة الطهي، لكن هذه الطبعة نُشرت دون موافقة ماريون بيكر. وفي عامي 1963 و1964، صدرت طبعات جديدة تضمنت تصحيحات شاملة، وتمكنت بيكر من إقناع الناشر باستبدال نسخ طبعة 1962 بالإصدارات المصححة عند الطلب. :342
توضح مقدمة طبعة 1962 أن الوصفات المفضلة لدى بيكر تتضمن كلمة "Cockaigne" في أسمائها، مثل "كعكة الفاكهة كوكين"، وذلك تيمنًا باسم منزلها الريفي في أندرسون تاونشيب، بالقرب من سينسيناتي.
كما صدرت هذه الطبعة أيضًا بنسخة ورقية، وكان من أشهر إصداراتها طبعة ذات مجلدين في السوق الشعبي. ولا تزال هذه النسخة متوفرة على نطاق واسع في متاجر الكتب المستعملة. بالإضافة إلى ذلك، أُصدرت طبعة مغلفة بحلقات بلاستيكية للسوق العام بدءًا من نوفمبر 1973 واستمر توفرها حتى أوائل التسعينيات.

### الطبعة السادسة (1975)
كانت طبعة عام 1975 آخر إصدار قامت ماريون بيكر بتحريره، وهي أيضًا الأكثر شهرة، حيث بيع منها أكثر من 6 ملايين نسخة. بلغ عدد صفحاتها أكثر من 1,000 صفحة، واحتوت على أكثر من 4,300 وصفة، مما جعلها مرجعًا أساسيًا في المطابخ الأمريكية. كما تضمنت فصولًا حول التخييم، والمشي لمسافات طويلة، والبدائل الغذائية، ورغم أن بعض أقسامها قد تبدو قديمة وفقًا للمعايير الحديثة، إلا أن العديد من الطهاة المنزليين لا يزالون يعتمدون عليها.

### الطبعة السابعة (1997)
بعد إصدار عام 1975، لم يطرأ أي تغيير على الكتاب لمدة 20 عامًا. في منتصف التسعينيات، تولت دار النشر سايمون وشوستر، المالكة لحقوق متعة الطبخ، مسؤولية تحديثه، فاستعانت بمحررة كتب الطبخ ماريا غوارناسكيلي، التي كانت قد عملت سابقًا لدى ويليام مورو وحررت كتبًا لمؤلفين مثل جيف سميث وغيرهم. أشرفت ماريا على عملية التحرير تحت إشراف إيثان بيكر، حفيد رومباور، وأدى ذلك إلى إصدار طبعة 1997 عبر فرع Charles Scribner’s Sons التابع لدار النشر.
حافظت هذه الطبعة على الأسلوب المختصر الذي اشتهرت به الإصدارات السابقة، لكنها تخلت عن أسلوب السرد الشخصي غير الرسمي. كما تم إعداد الكثير من المحتوى الجديد بواسطة فرق من الطهاة المحترفين، على عكس الطبعات الأولى التي اعتمدت على مجهود فردي من إيرما رومباور. ورغم أن هذه الطبعة كانت شاملة إلى حد كبير، إلا أنها لم تعد تتضمن الكثير من المعلومات حول المكونات أو الحلويات المجمدة.
صدر الكتاب في يناير 1997 بعنوان "متعة الطهي الجديدة والشاملة"، ثم أُعيد نشره في نوفمبر من نفس العام تحت عنوان "متعة الطبخ 1997".

### الطبعة الثامنة (2006) إصدار الذكرى الخامسة و السبعون
في عام 2006، أصدرت دار سكنيبر طبعة الذكرى الـ 75، والتي تضمنت 4,500 وصفة، تخلت هذه النسخة عن الطابع الاحترافي الذي طغى على إصدار 1997، وأعادت العديد من الوصفات البسيطة والوصفات التي تعتمد على منتجات جاهزة، مثل شوربة كريمة الفطر وعجينة وانتون المعبأة مسبقًا.
كما أعادت هذه الطبعة قسم الكوكتيلات وقسم الحلويات المجمدة، وأعادت الكثير من المعلومات التي حُذفت في إصدار 1997.
تضمنت النسخة الجديدة أيضًا قسمًا جديدًا في الفهرس بعنوان "كلاسيكيات متعة الطهي"، والذي يحتوي على 35 وصفة من الطبعات السابقة (1931-1975)، بالإضافة إلى قسم جديد حول التغذية. ولا تزال هذه الطبعة من إعداد وتحرير عائلة رومباور-بيكر.[بحاجة لمصدر]

### الطبعة التاسعة (2019)
أُضيفت 600 وصفة جديدة في هذه الطبعة، وتولى تحديثها جون بيكر، حفيد إيرما رومباور، وزوجته ميغان سكوت.

### طبعات خاصة
في عام 1995 صدرت طبعة غلاف مقوى من الرسوم التوضيحية لجيني هوفمان وإيكي ماتسوموتو.[بحاجة لمصدر]
في عام 1998 صدرت نسخة مطابقة للنسخة الأولى وصفت بأنها نسخة طبق الأصل من الطبعة الأولى.

## التقييم
أصبح كتاب "متعة الطبخ" من أكثر الكتب مبيعًا في البداية بسبب سهولة قراءته للفئة المتوسطة وأسلوب رومباور الفريد. فقد صُممت وصفاته خصيصًا للأسر من الطبقة المتوسطة التي تعتمد على الطهي المنزلي لمعظم وجباتها. وكانت رومباور تختبر الوصفات وتطبقها عمليًا للتأكد من إمكانية إعدادها بسهولة وفي فترة زمنية قصيرة دون تعقيد. وعندما جمعت بين تعليقاتها الظريفة حول الطهي والتقديم مع "طريقة التنفيذ"، أصبح كتابها سهل القراءة للطباخ العادي. كما أنها ربطت بين أسلوب الوصفات الحواري والنقاشات العفوية حول آداب الضيافة واستضافة الضيوف. وقد تميزت طرقها عن كتب الطهي الأخرى في ذلك الوقت التي كانت تحتوي على وصفات معقدة، في حين كان أسلوبها بسيطًا ومحادثيًا. وبفضل تقديمها كتاب طهي شيق وسهل القراءة للفئة المتوسطة، أصبح "متعة الطبخ" المرجع الأساسي للعديد من الطهاة الأمريكيين في منتصف القرن.

## الإرث
يُعتبر كتاب "متعة الطهي" أكثر كتب الطهي شعبية في أمريكا.
تعلمت جوليا تشايلد الطبخ من "متعة الطهي" ومجلة "غورميت". كما قالت انها استمتعت بكتاب "السيدة جوي" واعتقدت أنه علمها المبادئ الأساسية للطهي.
ساعد الكتاب بتعميم صيغة العنوان "متعة ..." التي تُستخدم للدلالة على عرض سهل وميسر لموضوع ما، مثل:
- متعة الرسم (1983)،
- ومتعة الجنس (1972)،
- ومتعة الفن (2020)،
- و"متعة الرياضيات: جولة إرشادية" (2012)،
- و"متعة الحياة" (2007)،

- وحتى "متعة المحاسبة" (2020).

## روابط خارجية
- Biography by author Irma Rombauer's daughter نسخة محفوظة 2006-09-29 على موقع واي باك مشين., جزء من سلسلة من السير الذاتية للوحدويين الأمريكيين البارزين